# Provincia di Muyinga
La provincia di Muyinga è una delle 18 province del Burundi con 632 409 abitanti (censimento 2008).
Prende il nome dal suo capoluogo Muyinga.

## Geografia antropica

### Suddivisioni amministrative
La provincia è suddivisa in 7 comuni:
- Buhinyuza
- Butihinda
- Gashoho
- Gasorwe
- Giteranyi
- Muyinga
- Mwakiro

## Codici
- Codice HASC: BI.MY
- Codice ISO 3166-2: MY
- Codice FIPS PUB 10-4: BY18